# Phora archepyga
Phora archepyga är en tvåvingeart som beskrevs av Mikhail B. Mostovski och Ronald Henry Lambert Disney 2001. Phora archepyga ingår i släktet Phora och familjen puckelflugor. Inga underarter finns listade i Catalogue of Life.